# ジョージ・ウッズ
ジョージ・ウッズ（George Woods、1943年2月11日 - 2022年8月30日）は、アメリカ合衆国の陸上競技選手。砲丸投の選手として1968年メキシコシティーオリンピックから3大会連続オリンピックに出場。メキシコ大会とミュンヘン大会の2大会連続で銀メダルを獲得した選手である。

## 経歴
1968年のメキシコオリンピックのためのアメリカの選考会で、ウッズはライバルであるランディ・マトソンを下し1位でオリンピック出場を決める。しかし、オリンピック本番では、オリンピック新記録の投てきを見せたマトソンの前に敗れ、銀メダルに終わってしまう。
4年後再びウッズは、1972年ミュンヘンオリンピック出場を果たす。4年前と同様、選考会で優勝してのオリンピック出場であった。当然優勝候補と目されていた。競技はポーランドのウラディスラフ・コマルが1投目にオリンピック新記録となる21.18mの投てきを見せると、ウッズは着実に記録を伸ばしてゆき、4投目に21.17mを投げ1cmまで迫った。コマルは最初の投てき以降記録を伸ばすことができなかったが、ウッズも残りの2投でコマルを捕らえることができず、4年前と同じ銀メダルという結果に終わった。
ウッズはさらに1976年モントリオールオリンピックにも出場を果たすが、7位に終わっている。
ウッズは、1976年に室内で22.02mの世界新記録を樹立。この記録はその後11年にわたり破られることがなかった。

## 主な実績
| 年   | 大会         | 場所                     | 種目   | 結果 | 記録   |
| ---- | ------------ | ------------------------ | ------ | ---- | ------ |
| 1968 | オリンピック | メキシコシティ(メキシコ) | 砲丸投 | 2位  | 20.12m |
| 1972 | オリンピック | ミュンヘン(西ドイツ)     | 砲丸投 | 2位  | 21.17m |
| 1976 | オリンピック | モントリオール(カナダ)   | 砲丸投 | 7位  | 20.26m |